# S-13
S-13 er en sovjetisk ubåd. Kølen blev lagt i Krasnoje Sormovo i Gorkij den 19. oktober 1938.
Hun blev søsat d. 25. april 1939 og sat i drift d. 31. juli 1941 i den baltiske flåde. Under kaptajn Pavel Malantjenkos ledelse af S-13 sænkede ubåden to finske skibe. Ledelsen blev herefter overgivet til den alkoholiserede Aleksandr Marinesko der fik en sidste chance.[kilde mangler]
Den 30. januar 1945 sænkede S-13 Wilhelm Gustloff der var overfyldt med flygtninge. S-13 forsøgte også at sænke torpedobåden T-36 der havde samlet mange flygtninge op. Det mislykkedes. Den 10. februar 1945 sænkede S-13 endnu et tysk transportskib SS General von Steuben med 3300 flygtninge og sårede soldater. Kun 300 overlevede.
Marinesko håbede på titlen som Sovjetunionens Helt. Det fik han dog ikke, og han forlod tidligt i 1946 den røde flåde som en bitter person. Efter sin død i 1963, fik han titlen i 1990.